# Bikaner
Bikaner (hindi बिकाणो) – miasto w północno-zachodnich Indiach, w stanie Radżastan, na pustyni Thar. Liczy około 648 tys. mieszkańców. Dawna stolica stanu, obecnie ośrodek tkania dywanów. Miasto zostało założone w 1488 roku. 
W mieście rozwinął się przemysł wełniany, chemiczny, metalowy, elektrotechniczny oraz rzemieślniczy.